# Acanthodelta albicilia
Acanthodelta albicilia là một loài bướm đêm trong họ Noctuidae.